# Fontaine d'Orschwihr
La fontaine d'Orschwihr est un monument historique situé à Orschwihr, dans le département français du Haut-Rhin.

## Localisation
Cette construction est située place de l'Église à Orschwihr.

## Historique
L'édifice fait l'objet d'une inscription au titre des monuments historiques depuis 1934.